# Hypoxis baurii
Espèce
Synonymes
- Rhodohypoxis baurii (Baker) Nel (préféré par BioLib)[1]

Hypoxis baurii est une espèce de plantes de la famille des Hypoxidacées originaire d'Afrique du Sud.